# Mark Matkevich
Mark Matkevich (* 19. Juni 1978 in Philadelphia, Pennsylvania) ist ein US-amerikanischer Schauspieler.
Im deutschsprachigen Raum erlangte Matkevich vor allem durch seine Rolle als Drue Valentine in der Jugendserie Dawson’s Creek größere Bekanntheit, in der er in 17 Folgen mitwirkte. Seitdem trat er vor allem in Gast- und Nebenrollen auf, darunter in CSI: Miami, Dexter sowie in Quarterlife und in dem Film Sweet home Alabama. Außerdem hatte er eine Gastrolle in der zweiten Staffel  der Jugendserie Drake & Josh in der Episode "Drake wird Rockstar" als Devon Malone, dem Gitarristen der Band Zero Gravity.